# Dia dos Inventores

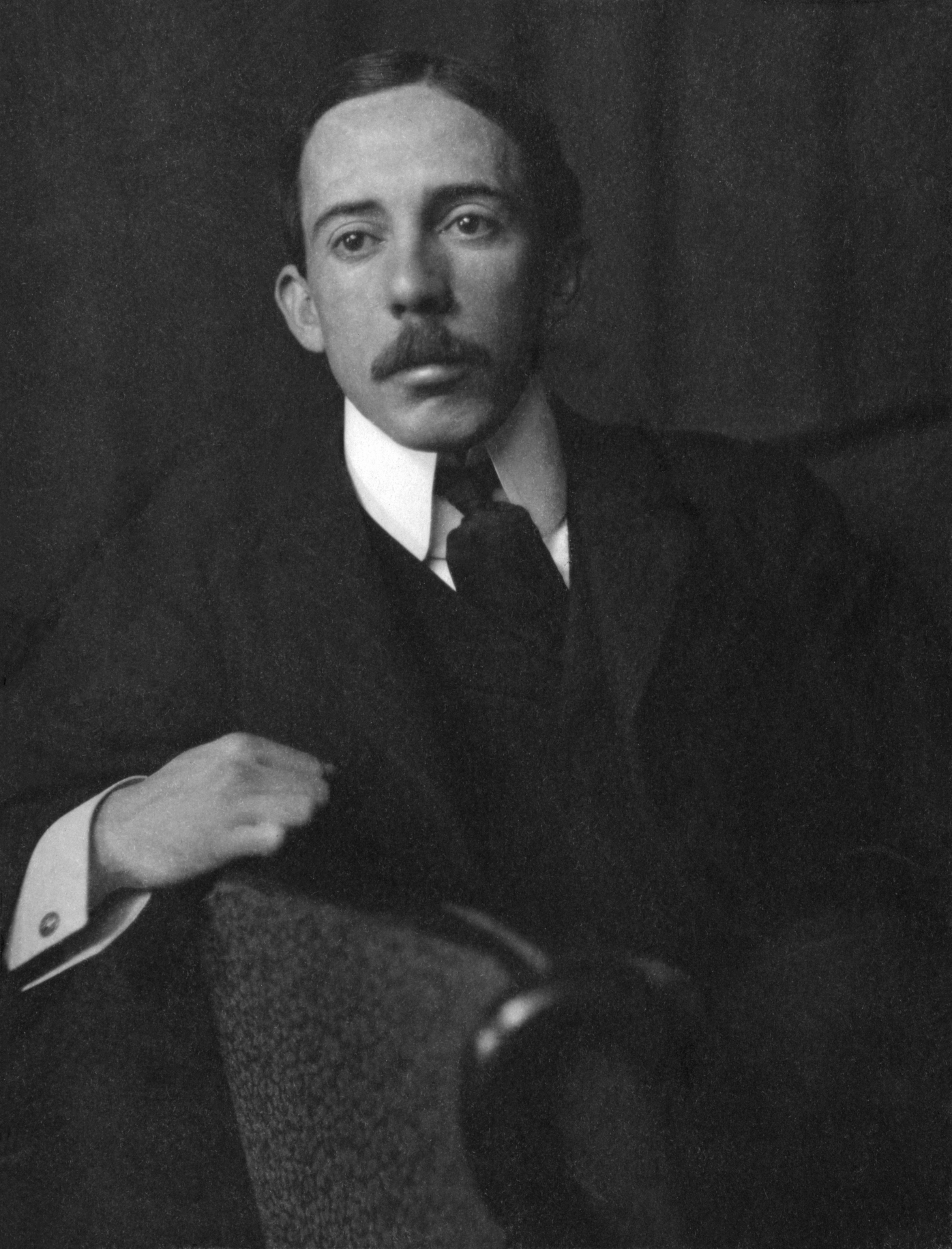
Santos Dumont, aeronauta, esportista e inventor brasileiro.

O dia dos inventores no Brasil é comemorado 4 de novembro.

## Por localização

### Argentina
O Dia dos Inventores (espanhol: Día del Inventor) na Argentina é comemorado desde 1986 e é celebrado anualmente em 29 de setembro, o aniversário do inventor da caneta esferográfica, László József Bíró.

### Áustria, Alemanha e Suíça
O Dia dos Inventores (alemão: Tag der Erfinder) nos países de língua alemã, Alemanha, Áustria e Suíça é comemorado em 9 de novembro, o aniversário da inventora austríaca e atriz de Hollywood Hedy Lamarr cuja principal invenção foi o método de alternância de frequências, em 1942, um sistema de comunicações, para as Forças Armadas dos EUA, que serviu como base para a invenção do Wi-Fi e da atual telefonia celular.
O dia foi proclamado por Berlim inventor e empresário Gerhard Muthenthaler. De acordo com o site da organização, pretende-se perseguir os seguintes objetivos:
- Incentive as pessoas a terem suas próprias ideias e para uma mudança para melhor;
- Lembre as pessoas de inventores esquecidos.

### Bolívia
Na Bolívia celebra-se o “Dia do Inventor Boliviano” em 23 de abril, declarado pela Lei nº 3 422 de 2006.

### Hungria
O Dia dos Inventores Húngaros (Magyar Feltalálók Napja) é comemorado em 13 de junho em memória de Albert Szent-Györgyi, que registrou sua patente nacional sobre a Vitamina C sintetizada em 1941. É comemorado pela Associação de Inventores Húngaros (MAFE) desde 2009.

### México
No México, é comemorado em 17 de fevereiro desde 1993, em memória do nascimento de Guillermo González Camarena, que criou o sistema tricromático de campos sequenciais para a televisão (televisão em cores).

### Moldávia
Desde 1995, a República da Moldávia celebra o Dia dos Inventores e dos Racionalizadores anualmente no final de junho.

### Rússia
Desde 1957, a Rússia celebra o Dia dos Inventores e dos Racionalizadores (em russo: День изобретателя и рационализатора) anualmente no último sábado de junho.

### Tailândia
A Tailândia reconhece 2 de fevereiro como o Dia dos Inventores a cada ano. O gabinete tailandês fixou esta data para comemorar o aniversário da atribuição de uma patente de Sua Majestade o Rei Bhumibol Adulyadej para um aerador de superfície de baixa velocidade em 2 de fevereiro de 1993.

### Reino Unido
Até o momento o Reino Unido não reconhece oficialmente o Dia do Inventor.

### Estados Unidos
Ronald Reagan como Presidente dos Estados Unidos proclamou 11 de fevereiro de 1983 como o Dia Nacional dos Inventores, Proclamação 5 013, para "... exortar o povo dos Estados Unidos a observar este dia com cerimônias e atividades apropriadas".
Em reconhecimento à enorme contribuição que os inventores dão à nação e ao mundo, o Congresso, nos termos da Resolução Conjunta do Senado 140 (Lei Pública 97-198), marcou o dia 11 de fevereiro, o aniversário do nascimento do inventor Thomas Alva Edison, que detinha mais de 1 000 patentes, como o Dia Nacional dos Inventores.